# Ganggräber von Andrup

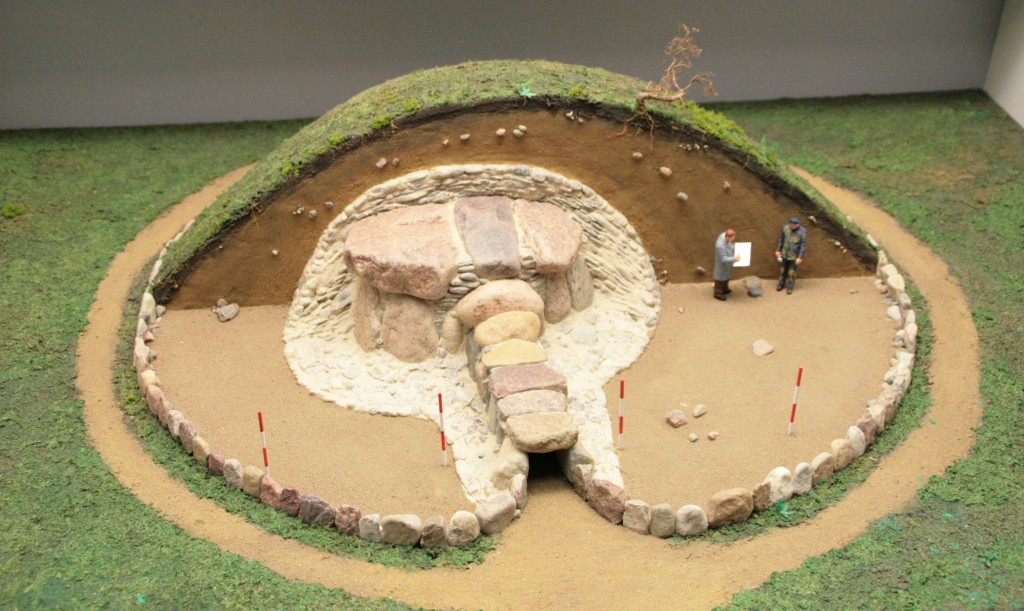
Ganggrabmodell

Die Ganggräber von Andrup 1 + 2 liegen nordöstlich von Fjerritslev in den Dünen zwischen der Svinkløv Klitplantage und der Kollerup Plantage, südlich von Grønne Strand im Norden Jütlands auf der Insel Vendsyssel-Thy in Dänemark. Die Ganggräber stammen aus der Jungsteinzeit etwa 3500–2800 v. Chr. und sind Megalithanlagen der Trichterbecherkultur (TBK).

## Andrup 1
Vom Ganggrab Andrup 1 (auch Søbakke, Svinkløv Plantage oder Dolmen 22541 genannt) sind nur noch die Tragsteine vorhanden. 1933 fand man zerbrannten Feuerstein, ein Messer, eine Axt sowie zerscherbte Tonware aus der Eisenzeit.

## Andrup 2
Ganggrab Andrup 2 (auch Kollerup SB 110706-21 oder Dolmen 22542 genannt) wurde 1937 restauriert und ist relativ gut erhalten. 11 Tragsteine sind erhalten, vielfach in situ. Ein großer Deckstein befindet sich in situ. Ein oder zwei Decksteine wurden entfernt und der Gang ist verloren oder wird von der Heide verdeckt. Erhalten ist auch das Zwischenmauerwerk.